# Михајло Чепркало
Михајло Чепркало (Бања Лука, 9. јун 1999) босанскохерцеговачки пливач из Републике Српске. До сада је чак 44 пута обарао рекорде БиХ у разним дисциплинама и категоријама. 2015. година је био у најужем избору за спортисту године Републике Српске. Наступио је на ОИ у Риу 2016. и био је 2. у својој квалификационој групи, збирно је остварио пласман на 37. место у дисциплини слободним стилом на 1.500м.
Чепркалов до сада најбољи резултат у сениорској конкуренцији је освојено 26. место на Светском првенству 2015. године, у дисциплини 1500 метара слободним стилом.
За најбољег спортису Републике Српске проглашен је 2016. Добитник је Државне награде за спорт у 2020. години за изузетан допринос развоју спорта и афирмацију Босне и Херцеговине. До почетка 2021. године, освојио је више од 500 медаља и 30 пехара на међународним такмичењима.

## Биографија
Михајло Чепркало је рођен 9. јуна 1999. у Бањој Луци. Завршио је бањалучку Гимназију 2018.
Има сестру Јовану, која се такође бави пливањем. Међу професионалним пливачима, узори су му Милорад Чавић и Мајкл Фелпс, а међу спортистима уопштено Мухамед Али.
Пливање је почео да тренира 2005. године, првенствено због здравља. Паралелно је четири године тренирао и кошарку, али је напустио како би се потпуно посветио пливању. Тренираo je у Академском пливачком клубу „22. април”, a тренер му је био Горан Граховац, председник клуба "22. април". У Нови Сад се преселио 2019. и члан је пливачког клуба  Војводина. За овај клуб наступа на основу двојне регистрације, а "22. април" му је и даље матични клуб.

## Успеси
Прва медаља са међународног такмичења коју је Чепркало донео јесте злато, у Берлину 2013. године.
Медитерански куп у Нетанји (Израел) у јуну 2014. године је прво значајније такмичење на коме је Михајло Чепркало постигао истакнуте резултате. У трци на 200 метара леђно постигао је време 02:12.30, 400 метара слободним стилом 04:07.44, 100 метара леђно 01:02.51, а 200 метара слободним стилом 01:59.35.
На Европском олимпијском фестивалу младих у Тбилисију је у јулу 2015. године отпливао обе Б норме за Олимпијске игре у Рио де Жанеиру у дисциплини 400 метара слободним стилом. На квалификацијама је пливао 3:59.32, а у финалној трци је заузео четврто место временом од 3:55.40, чиме је оборио и сениорски рекорд БиХ. На истом такмичењу испливао је и 1500 метара истим стилом за 15:35.40.
Већ почетком августа 2015. године Чепркало је на Светском првенству у Казању (Русија), поправио је норму на 1500 метара краул за чак 9 секунди (време 15:26.22). Такође, пливао је 200 метара делфин и оборио сениорски рекорд Босне и Херцеговине (време 02:05.64).
У периоду од 25. до 30. августа 2015. у Сингапуру, на петом Светском првенству у воденим спортовима у организацији ФИНА-е Чепркало је слободним стилом испливао 400 метара за 3:59.16. У трци на 1500 метара, такође слободним стилом, Михајло је постигао знатно бољи пласман заузевши 10. место временом 15:28.03.
Такмичење на спомен Шпеле и Весне у Крању, у Словенији, се по 32. пут одржало у новембру 2015. године. Михајло Чепркало се такмичио у тркама на 100 метара делфин стилом, и где је постигао време 00:56.65 и 00:55.89.
Пливачки митинг на којем је Михајло Чепркало освојио највише медаља је митинг ММ у Марибору, који се одржао у децембру 2015. године. Он је за 3 дисциплине у шест пута обарао рекорде БиХ у категорији кадета. У квалификацијама првог дана такмичења у трци на 200 метара мешовитим стилом постигао је време 2:13.65 и боље време у финалној трци 2:11.28, док је у трци на исту дистанцу слободним стилом исливао за 1:55.10, што је за три секунде било боље време од дотадашњег државног рекорда, те у финалној трци опет поправио време на 1:54.04. Овим резултатом заузео је и треће место у апсолутној категорији, док је време из квалификационе трке било довољно за медаљу у својој категорији пливача. У две трке на 100 метара слободним стилом Чепркало је постигао време од 52.73 и 53.36, а лептир 50 метара 25.95 и 26.11.
Почетком марта 2016. године Михајло Чепркало је, поред припрема за Олимпијске игре у Шпанији и Турској, узео учешће и на четворобоју у Крању. На четири краће трке, лептир 100 метара постигао је време 57.56, делфин 200 метара 2:06.97, док 100 метара леђно 01:01.10, а 50 метара леђно 29.5.
На ЛОИ 2016. у Рију се такмичио у трци на 1.500 слободно заузео је укупно 37. место у квалификацијама и није успео да се пласира у финале.
Чепркало је учествовао и на светском првенству у корејском Квангџуу 2019. где се такмичио у две дисциплине. У трци на 100 делфин заузео је укупно 31. место уз нови национални рекорд, док је на 50 делфин био укупно на 47. позицији.

### Лични рекорди
| Стил            | Последња трка | Датум              | Најбоље време | Датум              |
| --------------- | ------------- | ------------------ | ------------- | ------------------ |
| 100 m слободно  | 00:53.36      | 13. децембар 2015. | 00:52.73      | 13. децембар 2015. |
| 100 m леђно     | 01:01.10      | 5. март 2016.      | 01:01.10      | 5. март 2016.      |
| 100 m делфин    | 00:57.56      | 5. март 2016.      | 00:55.89      | 21. новембар 2015. |
| 50 m леђно      | 00:29.57      | 6. март 2016.      | 00:29.57      | 6. март 2016.      |
| 50 m делфин     | 00:26.11      | 13. децембар 2015. | 00:25.95      | 13. децембар 2015. |
| 200 m слободно  | 01:55.10      | 12. децембар 2015. | 01:54.04      | 12. децембар 2015. |
| 200 m леђно     | 02:12.30      | 28. јун 2014.      | 02:12.30      | 28. јун 2014.      |
| 200 m делфин    | 02:06.97      | 6. март 2016.      | 02:05.64      | 4. август 2015.    |
| 200 m мешовито  | 02:13.65      | 12. децембар 2015. | 02:11.28      | 12. децембар 2015. |
| 400 m слободно  | 03:59.16      | 25. август 2015.   | 03:55.49      | 28. јул 2015.      |
| 1500 m слободно | 15:28.03      | 30. август 2015.   | 15:26.22      | 8. август 2015.    |